# Bob Marley
Robert Nesta »Bob« Marley [róbert nésta bób márlej] (kasneje krščen kot Berhan Selassie), jamajški pevec roots rock reggaeja, kitarist in glasbenik, * 6. februar 1945, vas Nine Miles, okrožje Saint Ann, Jamajka, † 11. maj 1981, Miami, Florida, ZDA.

## Življenje
Marley je bil ustanovni član in vodja glasbene skupine The Wailers, v kateri je kot pevka v spremljevalni skupini I Threes pela njegova žena (Alpharita) Rita Anderson Marley. Skupaj sta imela devet otrok, od katerih je verjetno najbolj znan najstarejši sin David »Ziggy« Marley, ki je tudi oče, pevec in glasbenik.
You a go tired fe see me face
Can't get me out of the race
[Bob Marley], Bad Card, * Uprising, 1980

### Mladost in začetek glasbene poti
Bobov oče Norval Sinclair Marley, se je rodil leta 1895 na Jamajki, angleškima staršema, ki sta izvirala iz Sussexa. Bil je strog stotnik Kraljevih marincev in nadzornik plantaž. Praktično sina ni nikoli videl, predvsem zaradi zaničevanja črncev belega zgornjega razreda in bojazni pred zgražanjem zaradi razmerja z mlado črnko. Bil je tudi neprestano na poti. Bobova mati je bila Celine Marley (Cedalla Booker), ki jo ljubeče imenujejo »Mother B«. V času poroke je bila stara osemnajst let. Oče ju ni čisto zapustil in ju je denarno podpiral ter občasno obiskoval. Oče je umrl zaradi srčne kapi leta 1955, ko je bilo Bobu le 10 let. Bob se je soočal s svojo rasno istovetnostjo skozi celo življenje, še posebej ko je Jamajko v 1960-h zajel val rasnih napetosti. O tem obdobju je povedal:
»Nimam predsodkov o sebi. Moj oče je bil belec, mati črnka. Klicali so me pol-kasta ali karkoli. Nisem se nagibal na nobeno stran. Nisem se nagibal na stran črnega človeka, niti na stran belega človeka. Nagibal sem se na stran Boga, na tistega, ki me je ustvaril, in, ki je sprožil, da sem prišel od črnega in belega.«
Rise up fallen fighters
Rise and take your stance again.
`Cause he who fight and run away
Live to fight another day.
Jah put the Heathen back
There upon the wall
Jah Jah put the Heathen back
There 'pon the wall
As a man sow, shall he reap
And I know that talk is cheap.
So the hotter the battle
Is the sweeter the victory.
[Bob Marley], The Heathen, * Exodus, 1977
Boba je vzgojila mati. V poznih petdesetih 20. stoletja je bilo zelo težko dobiti delo na Jamajki. Zaradi tega se je Bob z materjo odselil iz njune hiše v Saint Ann v revno četrt v zahodnem Kingstonu Trenchtown. Trenchtown (trench - rov + town - mesto) ali tudi Zahodni Kingston so imenovali tako, ker so ga zgradili nad jarkom, s katerim so odvajali vodo iz starega Kingstona. V tem času se je naučil samoobrambe ker so ga zaradi njegove rasne drže in velikosti (163 cm) ustrahovali nasilniki. Ker je postal močan in neustrašen, si je pridobil vzdevek »Tuff Gong«.
V Trenchtownu je obiskoval glasbeno šolo, ki jo je vodil znameniti jamajški pevec Joe Higgs. Leta 1959 je Marley šolo zapustil in se zaposlil kot vajenec v varilski delavnici. Poleg Boba je v šolo hodil tudi njegov dobri prijatelj Neville O'Riley »Bunny Wailer« Livingston, s katerim sta leta 1962 ustanovila skupino Wailing Wailers (The Wailin' Wailers). Kmalu je za skupino zvedel »Sir Coxtone« Dodd, glasbeni producent iz Studia One. Skupini se je v tem času pridružil Winston Hubert »Peter Tosh« McIntosh, Cherry in Junior Braithwait pa sta jo zapustila. S pomočjo Leeja »Scratcha« Perryja se je skupina osamosvojila pred Doddovim zahtevam po igranju skaja in posnela nekaj uspešnic v novejšem slogu rocksteadyja.
Marley je leta 1962 posnel svoji prvi dve pesmi: »Judge Not« in »One Cup of Coffee«, ki ju je produciral Leslie Kong. Pesmi tedaj nista pritegnili pozornosti. Kasneje sta leta 1992 izšli v glasbeni zbirki Songs of Freedom.

### The Wailers
Leta 1963 so Marley, Tosh, Livingston, Juniror Braithwait, Beverly Kels in Cherry Smith ustanovili vokalno skupino Teenagers. Kasneje so se preimenovali v The Willing Rudeboy in nato še v The Wailers. Posneli so prvo pesem »I'm still Wailing«. Po odhodu Braithawaita in Smitha je Marley prevzel odgovornost glavnega glasu in leta 1964 so posneli pesem »Simmer Down«, ki je zasedla vrh jamajške lestvice. Do razpada skupine leta 1966 so poseneli 70 skladb. Istega leta, natančneje 10. februarja, se je Marley poročil z Rito Anderson, ki je bila pevka v skupini The Souletters. Od leta 1963 se je preživjal z delom v tovarni v Newarku v rojstnem kraju svoje matere.
Ob vrnitvi na Jamajko je Marley prenovil zasedbo The Wailers z Livingstonom in Toshom. Izdal je Bend Down Lowza in ustanovil lastno založbo Wail 'n' Soul'M Label. V začetku leta 1968 so posneli nov album s producentom Dannyjem Simsom. Številne klasične uspešnice, vključno z »My cup«, »Duppy Conqueror«, »Soul Almight« in »Small Axe« vsebujejo močne vokalne elemente, podprte pa so z duhovitimi ritmi in sanjaško produkcijo, ki je temelj večine jamajške glasbe.
V letu 1971 sta se skupini The Wailers pridružila basist Aston Francis »Family Man« Barret in njegov brat, bobnar Carlton »Carly«. Kmalu za tem so izdali veliko singlov pri založbi Tuff Gong, naslednje leto pa pri Island Records. Leta 1973 so izdali prvi album izven Jamajke z naslovom Catch a fire. Ta album si je prislužil priznanje, saj je uspešnica I Shot the Sheriff leta 1974 prišla med vodilnih deset za Ericom Claptonom.

### Bob Marley and the Wailers
Livingston in Tosh sta zapustila skupino The Wailers. Marley je povabil k Wailersom The I-Threes - Rito Marley, Marcio Llyneth Griffiths in Judy Mowatt. Nova sestava je nadaljevala s svetovno turnejo in leta 1975 izdala album Natty Dead, s katerim so prišli na UK Top 40 Hit lestvico z legendarno uspešnico No Woman, No Cry. Na razprodanih koncertih v Londonu se je Marley predstavil ljubečemu rasno mešanemu občinstvu. Medtem ko je Marleyjeva slava rasla zunaj Jamajke, so ga v njegovi domovini označili kot pesnika in preroka. Njegovo moč pa so nekateri doživljali kot grožnjo. 3. januarja 1976 so ga v morilskem napadu ranili in izgnali iz Jamajke za leto dni. V letu 1977 se je pojavil z albumom Exodus na katerem so bile uspešnice »Jamming«, »Waiting In Vain« in »One Love«. Sledil je uspešen album Kaya na katerem so bile lepe skladbe »Is This Love«, »Satisfy My Soul« in leta 1979 še koncertni album Babylon by Bus ter Survival.
Leta 1980 je bila še ena prelomna letnica. Marley je na odru obiskal novo-liberalni Zimbabwe, napovedano turnejo po ZDA pa so odpovedali zaradi novice, ki je pretresla svet. Med rekreacijskim tekom po newyorškem Centralnem parku se je Marley zgrudil na tla. Raziskave so pokazale, da je bolehal za kožnim rakom, ki pa se pri temnopoltih ljudeh redko razvije. Zaradi raka je Marley izgubil svoje dreadlocke in je bil pred smrtjo brez las.
Njegov zadnji album izdan pred smrtjo je bil Uprising, izdan pri Marley's Lifetime. Umrl je v svojem 36. letu starosti. Posmrtni dosežki, vključno z Redemption Song leta 1983 in najbolj prodajanim albumom Legend leta 1984, so ohranili Marleyjevo glasbo živo, saj je slava po njegovi smrti še kar rasla. Pri tem je pomagala tudi njegova zena Rita Marley, ko je po njegovi smrti dosegla uspeh z uspešnico One Draw. Leta 1986 je Rita prenehala nastopati in se posvetila vzgoji svojih otrok. Starejši sin David, bolj znan kot Ziggy, je s svojo zasedbo The Melody Makers, opremeljen z družinsko krvjo in sicer z mlajšimi družinskimi člani Cedelio, Stephenom in Sharon naredili uspešnico Tomorrow People, ki je leta 1988 dosegla vrh na U.S top 40 hit. Tudi ostali trije potomci Damian, Julian in Ky-mani so se podali na glasbene poti. Damian Marley je leta 2006 izdal svoj prvi album, za katerega je dobil nagrado Grammy.

## Diskografija

### Albumi
- The Wailing Wailers 1966
- The Best of the Wailers 1970
- Soul Rebels 1970
- Soul Revolution 1971
- Soul Revolution Part II 1971
- African Herbsman 1973
- Rasta Revolution 1974
- Catch a Fire 1973
- Burnin' 1973
- Natty Dread 1974
- Rastaman Vibration 1976
- Exodus 1977
- Kaya 1978
- Survival 1979
- Uprising 1980
- Confrontation (izdano po Marleyjevi smrti) 1983